# Ouest Hurlant
L'Ouest Hurlant est un festival basé à Rennes, ouvert à tous, qui a pour objectif de promouvoir les cultures de l'imaginaire. L'édition 2025 aura lieu au théâtre et MJC La Paillette, les 19 et 20 avril.
Le festival est gratuit et à destination de tous les publics.

## Histoire

### Première édition
La première édition a lieu à la Cité Universitaire Sévigné, les 30 avril et 1er mai 2022 et est composé d'une double programmation, grand public et scolaire. Xavier Dollo, auteur et éditeur aux éditions Argyll, en est le directeur artistique.
La charge de travail d'une telle organisation explique la scission des deux volets : le festival scolaire reste à l'Université tandis que l'association 18h05 est créée pour gérer un festival grand public pluridisciplinaire.

### Depuis 2022
Le festival se tient désormais dans le parc Saint-Cyr ; les salles de la MJC et du théâtre La Paillette sont le siège d'un programme pluridisciplinaire : tables rondes, jeux, projections cinématographiques en partenariat avec le festival Court-Métrange, entrevues en direct via la chaîne twitch du festival, spectacle d'escrime artistique, concert ou soirée le samedi soir. La direction littéraire est passée à Betty Piccioli, autrice et membre de la Ligue des auteurs professionnels.
Depuis 2022, les affiches sont réalisées par l'illustratrice rennaise Solenn Deléon,.

## Éditions
- 1ère édition : 30 avril et 1er mai 2022. Marraine et parrain : Estelle Faye et Lionel Davoust[14].
- 2ème édition : 29 et 30 avril 2023. Marraine et parrain : Ketty Steward et David Bry[8].
- 3ème édition "Depuis les marges" : 4 et 5 mai 2024. Marraine et parrain : Audrey Alwett et Ariel Holzl[15].
- 4ème édition "À travers les flammes" : 19 et 20 avril 2025. Marraines : Laura Nsafou et Audrey Pleynet[16].

## Palmarès
Dès la première édition de 2022, le festival décerne 3 prix littéraires, dans les catégories suivantes : roman poche, essai et revue, bande dessinée et roman graphique. À partir de 2023, un Prix Jeunesse est également organisé.

### Prix poche
- 2022 : Les Noces de la renarde, Floriane Soulas, Pocket.
- 2023 : Quitter les monts d'automne, Emilie Querbalec, Le Livre de poche.
- 2024 : La Séquence Aardtman, Saul Pandelakis, ActuSF.

### Prix jeunesse
- 2023 : Les Sœurs Hiver, Jolan C. Bertrand, L'école des Loisirs.
- 2024 : La Tourneuse de vent, Ariane Guézouli, Rageot.

### Prix BD
- 2022 : Dragman, Steven Appleby, Denoël.
- 2023 : Saint-Elme tome 1, Serge Lehman et Frederik Peeters, Delcourt.
- 2024 : La Voix de Zazar, Geoffroy Monde, Atrabile. Mention spéciale : Ils brûlent, Aniss El Hamouri, Six Pieds sous Terre.

### Prix essais et revues
- 2022 : Le Novelliste n°5, revue, Flatland.
- 2023 : Utopie radicale, Alice Carabédian, Le Seuil.
- 2024 : Voir l'invisible, Fleur Hopkins-Loféron, Champ Vallon.